# Séry-Magneval
Séry-Magneval è un comune francese di 312 abitanti situato nel dipartimento dell'Oise della regione dell'Alta Francia.

## Società

### Evoluzione demografica
Abitanti censiti